# Paradise (Paint It Black)
Paradise is het tweede studioalbum van de Amerikaanse punkband Paint It Black. Het album werd uitgegeven op 8 maart 2005 via het label Jade Tree Records en ontving positievere recensies dan het voorgaande studioalbum CVA. De muziekstijl is enigszins veranderd en klinkt ietwat melodischer.

## Nummers
Het bonusnummer "View from a Headlock" is alleen te horen op de Japanse versie van het album en de downloadversie die via Bandcamp beschikbaar is. Het nummer "Panic" is ook te horen in het videospel Saints Row.
1. "Election Day" - 1:09
2. "Pink Slip" - 1:27
3. "Exit Wounds" - 1:37 mp3
4. "Ghosts" - 1:35
5. "The New Brutality" - 1:38
6. "Atheists in Foxholes" - 1:41
7. "Nicaragua" - 1:33
8. "Labor Day" - 1:22
9. "Burn the Hive" - 1:29
10. "Panic" - 1:44
11. "Angel" - 1:22
12. "The Pharmacist" - 1:07
13. "365" - 1:40
14. "Memorial Day" - 1:39
15. "View from a Headlock" - 1:56

## Band
- Dan Yemin - zang, gitaar
- Colin McGinniss - gitaar
- Andy Nelson - basgitaar, zang
- David Wagenschutz - drums